# Tree Map

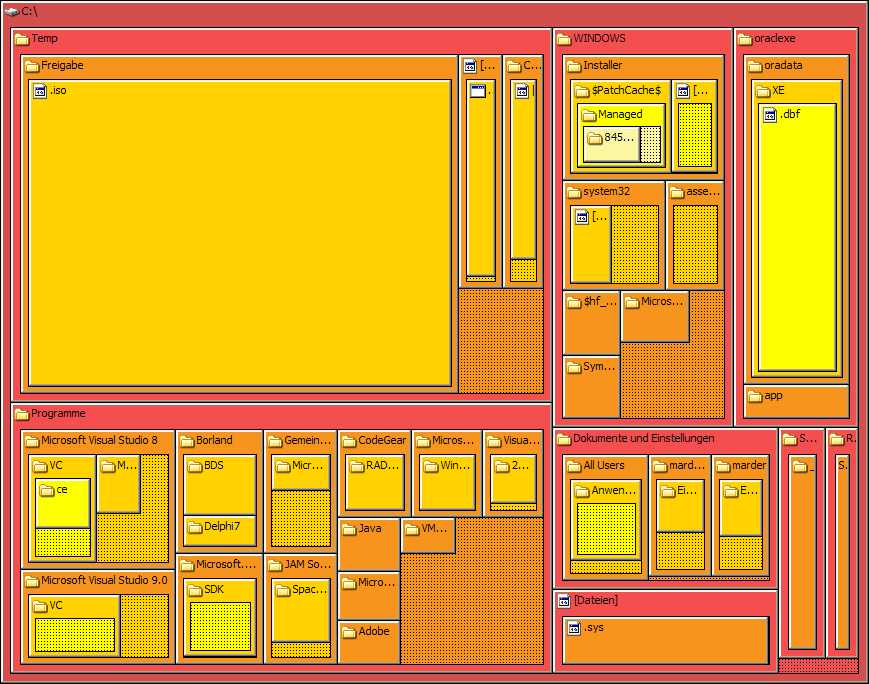
Visualisierung eines Verzeichnisbaums mit Hilfe einer Tree Map in TreeSize, einem Programm der Firma JAM Software.

Eine Tree Map (englisch für Baumkarte) oder ein Kacheldiagramm dient der Visualisierung hierarchischer Strukturen, die hierbei durch ineinander verschachtelte Rechtecke dargestellt werden. Damit können anschaulich Größenverhältnisse dargestellt werden, indem die Fläche der Rechtecke proportional zur Größe der darzustellenden Dateneinheit gewählt wird.

## Geschichte
Erfunden hat diese Visualisierungsform in den frühen 1990er Jahren Ben Shneiderman, Professor an der Universität von Maryland. Wegen des Platzmangels auf den Festplatten seines Servers suchte er nach einer Möglichkeit, die größten Platzverschwender auf eine intuitive und übersichtliche Art darzustellen.